# مرگ و خاکسپاری الیزابت دوم
در ۸ سپتامبر ۲۰۲۲ الیزابت دوم، ملکه پادشاهی بریتانیا و سایر قلمروی‌های مشترک‌المنافع که طولانی‌ترین حاکم بریتانیا محسوب می‌شود، در قلعه بالمورال در آبردین شایر، اسکاتلند، در سن ۹۶ سالگی درگذشت. مرگ وی در ساعت ۱۸:۳۰ به‌طور عمومی اعلام و پسر بزرگش چارلز سوم جانشین او شد.
با مرگ الیزابت عملیات پل لندن آغاز شد، پل لندن مجموعه ای از برنامه‌ها شامل ترتیبات مراسم تشییع جنازه و پروتکل‌هایی برای مرگ او در اسکاتلند است. در بریتانیا ۱۰ روز عزای عمومی اعلام شد. جسد ملکه از ۱۴ تا ۱۹ سپتامبر در تالار وست مینستر ماند و در این مدت حدود ۲۵۰۰۰۰ نفر برای ادای احترام در صف ایستادند.
از زمان مرگ و خاکسپاری وینستون چرچیل در سال ۱۹۶۵، مراسم خاکسپاری الیزابت در ۱۹ سپتامبر اولین مراسم در بریتانیا محسوب می‌شود. مراسم تشییع جنازه در کلیسای وست‌مینستر برگزار شد و پس از آن راهپیمایی به سمت طاق ولینگتون برگزار شد که حدود ۳۰۰۰ پرسنل نظامی در آن حضور داشتند و حدود یک میلیون نفر در مرکز لندن آن را تماشا کردند.. پس از آن کشتی نعش کش تابوت ملکه را به وینزر، بارکشر منتقل کرد و به دنبال آن یک راهپیمایی دیگر در پارک بزرگ ویندزور و مراسمی در نمازخانه سنت جورج در قلعه وینزر برگزار شد. ملکه در کنار همسرش، شاهزاده فیلیپ، در کلیسای یادبود پادشاه جرج ششم در بعد از ظهر همان شب، در یک مراسم خصوصی که فقط نزدیکترین خانواده در آن حضور داشتند، به خاک سپرده شد.
مراسم تشییع جنازه الیزابت بزرگ‌ترین عملیات امنیتی بود که تا کنون در بریتانیا انجام شده که مقامات بلندپایه از سراسر جهان در آن حضور داشتند. مراسم تشییع جنازه در بریتانیا و چندین ایالت مشترک المنافع، به عنوان تعطیلات عمومی اعلام شد. این مراسم دولتی یکی از پربیننده‌ترین برنامه‌های تلویزیونی ویژه در بریتانیا بود که از تعداد بینندگان مراسم ازدواج شاهزاده ویلیام و کاترین میدلتون پیشی گرفت.. دوره عزاداری و تشییع جنازه الیزابت ۱۶۲ میلیون پوند برای دولت هزینه تراشید.